# Dinochloa luconiae
Dinochloa luconiae là một loài thực vật có hoa trong họ Hòa thảo. Loài này được (Munro) Merr. mô tả khoa học đầu tiên năm 1923.